# A Liverpool FC 2008–2009-es szezonja
Ez a szócikk a Liverpool FC 2008–2009-es szezonjáról szól, mely a 117. volt a csapat fennállása óta, zsinórban 46. az angol élvonalban.
A csapat az angol bajnokságban a második helyen végzett, mellyel indulhattak a 2009–2010-es Bajnokok Ligájában. Négy ponttal maradtak le a bajnok Manchester Unitedtől és 3 ponttal előzték meg a harmadik Chelsea-t.
A Ligakupában és az FA-kupában egyaránt a negyedik körben estek ki.
A Bajnokok Ligájában a negyeddöntőkig jutottak, ahol a londoni Chelsea búcsúztatta őket izgalmas párharcot követően.

## Mezek
| Hazai mez | Hazai kapusmez |

| Idegenbeli mez | Idegenbeli kapusmez |

| Harmadik mez |

## Igazolások

### Érkezők
| Dátum               | Játékos         | Nemzetiség | Poszt                  | Honnan            | Ár              |
| ------------------- | --------------- | ---------- | ---------------------- | ----------------- | --------------- |
| 2008. július 3.     | Philipp Degen   | svájci     | jobbhátvéd             | Borussia Dortmund | ingyen          |
| 2008. július 4.     | Andrea Dossena  | olasz      | balhátvéd              | Udinese           | 7 000 000 font  |
| 2008. július 11.    | Diego Cavalieri | brazil     | kapus                  | Palmeiras         | 3 500 000 font  |
| 2008. július 24.    | David N'Gog     | francia    | csatár                 | PSG               | 1 500 000 font  |
| 2008. július 28.    | Robbie Keane    | ír         | csatár                 | Tottenham Hotspur | 19 000 000 font |
| 2008. augusztus 31. | Albert Riera    | spanyol    | bal szélső középpályás | Espanyol          | 8 000 000 font  |

### Távozók
| Dátum               | Játékos           | Nemzetiség | Poszt                  | Hova                 | Ár              |
| ------------------- | ----------------- | ---------- | ---------------------- | -------------------- | --------------- |
| 2008. július 1.     | John Arne Riise   | norvég     | balhátvéd              | Roma                 | 4 000 000 font  |
| 2008. július 1.     | Harry Kewell      | ausztrál   | bal szélső középpályás | Galatasaray          | ingyen          |
| 2008. július 2.     | Anthony Le Tallec | francia    | csatár                 | Le Mans              | ismeretlen      |
| 2008. július 11.    | Peter Crouch      | angol      | csatár                 | Portsmouth           | 11 000 000 font |
| 2008. július 14.    | Danny Guthrie     | angol      | középpályás            | Newcastle United     | 2 250 000 font  |
| 2008. július 18.    | Scott Carson      | angol      | kapus                  | West Bromwich Albion | 3 250 000 font  |
| 2008. augusztus 31. | Steve Finnan      | ír         | jobbhátvéd             | Espanyol             | ismeretlen      |
| 2009. február 2.    | Robbie Keane      | ír         | csatár                 | Tottenham Hotspur    | 16 000 000 font |
| 2009. április 24.   | Jack Hobbs        | angol      | középhátvéd            | Leicester City       | ismeretlen      |

## Mérkőzések

### Barátságos felkészülési találkozók
| 2008. július 12. 15:00 (WEST) |

| Tranmere Rovers | 0 – 1               | Liverpool   |
| --------------- | ------------------- | ----------- |
|                 | (0 – 1) Jegyzőkönyv | Benajun 44' |

| Prenton Park, Birkenhead (Anglia) Nézőszám: 15 000 Játékvezető: Mike Dean (ENG) |

| 2008. július 16. 18:35 |

| Luzern | 1 – 2               | Liverpool              |
| ------ | ------------------- | ---------------------- |
| ?      | (? – 2) Jegyzőkönyv | Lucas 10' Voronyin 37' |

| Stadion Brühl, Grenchen (Svájc) Nézőszám: 9 500 Játékvezető: Claudio Circhetta (SUI) |

| 2008. július 19. 17:00 |

| Wisła Kraków | 1 – 1               | Liverpool   |
| ------------ | ------------------- | ----------- |
| ?            | (? – 1) Jegyzőkönyv | Voronyin 6' |

| Stade Universitaire Saint-Léonard, Fribourg (Svájc) Nézőszám: 5 000 Játékvezető: Frederic Studer (SUI) |

| 2008. július 22. 18:45 |

| Hertha Berlin | 0 – 0               | Liverpool |
| ------------- | ------------------- | --------- |
|               | (0 – 0) Jegyzőkönyv |           |

| Olimpiai stadion, Berlin (Németország) Nézőszám: 51 641 Játékvezető: Christian Schößling (GER) |

| 2008. július 30. 20:30 |

| Villarreal | 0 – 0               | Liverpool |
| ---------- | ------------------- | --------- |
|            | (0 – 0) Jegyzőkönyv |           |

| Estadio El Madrigal, Villarreal (Spanyolország) Nézőszám: 25 000 Játékvezető: Miguel Aiza Gámez (ESP) |

| 2008. augusztus 2. 15:00 (WEST) |

| Rangers | 0 – 4               | Liverpool                                              |
| ------- | ------------------- | ------------------------------------------------------ |
|         | (0 – 1) Jegyzőkönyv | Torres 23' N'Gog 56' Benajun 58' Alonso 70' (11-esből) |

| Ibrox Stadion, Glasgow (Skócia) Nézőszám: 50 223 Játékvezető: Craig Thomson (SCO) |

| 2008. augusztus 5. 18:00 |

| Vålerenga | 1 – 4               | Liverpool                                   |
| --------- | ------------------- | ------------------------------------------- |
| Zajić 48' | (0 – 1) Jegyzőkönyv | Alonso 19' Torres 50' Benajun 61' N'Gog 84' |

| Ullevaal Stadion, Oslo (Norvégia) Nézőszám: 25 377 Játékvezető: Tom Henning Øvrebø (NOR) |

| 2008. augusztus 8. 20:00 (WEST) |

| Liverpool      | 1 – 0               | Lazio |
| -------------- | ------------------- | ----- |
| Voronyin 90+3' | (0 – 0) Jegyzőkönyv |       |

| Anfield, Liverpool (Anglia) Nézőszám: 43 062 Játékvezető: Andre Marriner (ENG) |

### Bajnokság
| 2008. augusztus 16. 17:30 (WEST) |

| Sunderland | 0 – 1               | Liverpool  |
| ---------- | ------------------- | ---------- |
|            | (0 – 0) Jegyzőkönyv | Torres 83' |

| Stadium of Light, Sunderland (Anglia) Nézőszám: 43 259 Játékvezető: Alan Wiley |

| 2008. augusztus 23. 15:00 (WEST) |

| Liverpool                          | 2 – 1               | Middlesbrough |
| ---------------------------------- | ------------------- | ------------- |
| Pogatetz 86' (öngól) Gerrard 90+4' | (0 – 0) Jegyzőkönyv | Mido 69'      |

| Anfield, Liverpool (Anglia) Nézőszám: 43 168 Játékvezető: Mike Riley |

| 2008. augusztus 31. 16:00 (WEST) |

| Aston Villa | 0 – 0               | Liverpool |
| ----------- | ------------------- | --------- |
|             | (0 – 0) Jegyzőkönyv |           |

| Villa Park, Birmingham (Anglia) Nézőszám: 41 647 Játékvezető: Martin Atkinson |

| 2008. szeptember 13. 12:45 (WEST) |

| Liverpool                   | 2 – 1               | Manchester United      |
| --------------------------- | ------------------- | ---------------------- |
| Brown 27' (öngól) Babel 76' | (1 – 1) Jegyzőkönyv | Tévez 3' Vidić ?′, 89′ |

| Anfield, Liverpool (Anglia) Nézőszám: 44 192 Játékvezető: Howard Webb |

| 2008. szeptember 20. 15:00 (WEST) |

| Liverpool | 0 – 0               | Stoke City |
| --------- | ------------------- | ---------- |
|           | (0 – 0) Jegyzőkönyv |            |

| Anfield, Liverpool (Anglia) Nézőszám: 43 931 Játékvezető: Andre Marriner |

| 2008. szeptember 27. 12:45 (WEST) |

| Everton | 0 – 2               | Liverpool      |
| ------- | ------------------- | -------------- |
| Cahill  | (0 – 0) Jegyzőkönyv | Torres 58' 62' |

| Goodison Park, Liverpool (Anglia) Nézőszám: 39 574 Játékvezető: Mike Riley |

| 2008. október 5. 15:00 (WEST) |

| Manchester City                      | 2 – 3               | Liverpool                |
| ------------------------------------ | ------------------- | ------------------------ |
| Ireland 18' Garrido 41' Zabaleta 68′ | (2 – 0) Jegyzőkönyv | Torres 55' 73' Kuijt 90' |

| City of Manchester Stadion, Manchester (Anglia) Nézőszám: 47 280 Játékvezető: Peter Walton |

| 2008. október 18. 15:00 (WEST) |

| Liverpool               | 3 – 2               | Wigan Athletic            |
| ----------------------- | ------------------- | ------------------------- |
| Kuijt 37' 85' Riera 79' | (1 – 2) Jegyzőkönyv | Amr Zaki 29' 45' Valencia |

| Anfield, Liverpool (Anglia) Nézőszám: 43 868 Játékvezető: Alan Wiley |

| 2008. október 26. 13:30 (WET) |

| Chelsea | 0 – 1               | Liverpool  |
| ------- | ------------------- | ---------- |
|         | (0 – 1) Jegyzőkönyv | Alonso 10' |

| Stamford Bridge, London (Anglia) Nézőszám: 41 705 Játékvezető: Howard Webb |

| 2008. október 29. 20:00 (WET) |

| Liverpool              | 1 – 0               | Portsmouth |
| ---------------------- | ------------------- | ---------- |
| Gerrard 76' (11-esből) | (0 – 0) Jegyzőkönyv |            |

| Anfield, Liverpool (Anglia) Nézőszám: 43 378 Játékvezető: Steve Tanner |

| 2008. november 1. 17:30 (WET) |

| Tottenham Hotspur                        | 2 – 1               | Liverpool |
| ---------------------------------------- | ------------------- | --------- |
| Carragher 70' (öngól) Pavljucsenko 90+3' | (0 – 1) Jegyzőkönyv | Kuijt 3'  |

| White Hart Lane, London (Anglia) Nézőszám: 36 183 Játékvezető: Phil Dowd |

| 2008. november 8. 17:30 (WET) |

| Liverpool                 | 3 – 0               | West Bromwich Albion |
| ------------------------- | ------------------- | -------------------- |
| Keane 34' 43' Arbeloa 90' | (2 – 0) Jegyzőkönyv |                      |

| Anfield, Liverpool (Anglia) Nézőszám: 43 451 Játékvezető: Peter Walton |

| 2008. november 15. 12:45 (WET) |

| Bolton Wanderers | 0 – 2               | Liverpool             |
| ---------------- | ------------------- | --------------------- |
|                  | (0 – 1) Jegyzőkönyv | Kuijt 28' Gerrard 72' |

| Reebok Stadion, Bolton (Anglia) Nézőszám: 24 893 Játékvezető: Rob Styles |

| 2008. november 22. 15:00 (WET) |

| Liverpool | 0 – 0               | Fulham |
| --------- | ------------------- | ------ |
|           | (0 – 0) Jegyzőkönyv |        |

| Anfield, Liverpool (Anglia) Nézőszám: 43 589 Játékvezető: Mark Halsey |

| 2008. december 1. 20:00 (WET) |

| Liverpool | 0 – 0               | West Ham United |
| --------- | ------------------- | --------------- |
|           | (0 – 0) Jegyzőkönyv |                 |

| Anfield, Liverpool (Anglia) Nézőszám: 41 169 Játékvezető: Peter Walton |

| 2008. december 6. 15:00 (WET) |

| Blackburn Rovers | 1 – 3               | Liverpool                          |
| ---------------- | ------------------- | ---------------------------------- |
| Santa Cruz 85'   | (0 – 0) Jegyzőkönyv | Alonso 68' Benajun 79' Gerrard 90' |

| Ewood Park, Blackburn (Anglia) Nézőszám: 26 920 Játékvezető: Andre Marriner |

| 2008. december 13. 15:00 (WET) |

| Liverpool       | 2 – 2               | Hull City                         |
| --------------- | ------------------- | --------------------------------- |
| Gerrard 23' 31' | (2 – 2) Jegyzőkönyv | McShane 11' Carragher 21' (öngól) |

| Anfield, Liverpool (Anglia) Nézőszám: 43 835 Játékvezető: Alan Wiley |

| 2008. december 21. 16:00 (WET) |

| Arsenal                          | 1 – 1               | Liverpool |
| -------------------------------- | ------------------- | --------- |
| van Persie 24' Adebayor 41′, 62′ | (1 – 1) Jegyzőkönyv | Keane 42' |

| Emirates Stadion, London (Anglia) Nézőszám: 60 094 Játékvezető: Howard Webb |

| 2008. december 26. 15:00 (WET) |

| Liverpool               | 3 – 0               | Bolton Wanderers |
| ----------------------- | ------------------- | ---------------- |
| Riera 25' Keane 53' 57' | (1 – 0) Jegyzőkönyv |                  |

| Anfield, Liverpool (Anglia) Nézőszám: 43 548 Játékvezető: Alan Wiley |

| 2008. december 28. 15:00 (WET) |

| Newcastle United | 1 – 5               | Liverpool                                                  |
| ---------------- | ------------------- | ---------------------------------------------------------- |
| Edgar 45+2'      | (1 – 2) Jegyzőkönyv | Gerrard 31' 66' Hyypiä 36' Babel 50' Alonso 76' (11-esből) |

| St James’ Park, Newcastle-upon-Tyne (Anglia) Nézőszám: 52 114 Játékvezető: Mark Halsey |

| 2009. január 10. 17:30 (WET) |

| Stoke City | 0 – 0               | Liverpool |
| ---------- | ------------------- | --------- |
|            | (0 – 0) Jegyzőkönyv |           |

| Britannia Stadion, Stoke-on-Trent (Anglia) Nézőszám: 27 500 Játékvezető: Lee Mason |

| 2009. január 19. 20:00 (WET) |

| Liverpool   | 1 – 1               | Everton    |
| ----------- | ------------------- | ---------- |
| Gerrard 67' | (0 – 0) Jegyzőkönyv | Cahill 87' |

| Anfield, Liverpool (Anglia) Nézőszám: 44 382 Játékvezető: Howard Webb |

| 2009. január 28. 19:45 (WET) |

| Wigan Athletic      | 1 – 1               | Liverpool   |
| ------------------- | ------------------- | ----------- |
| Mido 83' (11-esből) | (0 – 1) Jegyzőkönyv | Benajun 41' |

| JJB Stadion, Wigan (Anglia) Nézőszám: 21 237 Játékvezető: Phil Dowd |

| 2009. február 1. 16:00 (WET) |

| Liverpool        | 2 – 0               | Chelsea     |
| ---------------- | ------------------- | ----------- |
| Torres 88' 90+4' | (0 – 0) Jegyzőkönyv | Lampard 59′ |

| Anfield, Liverpool (Anglia) Nézőszám: 44 174 Játékvezető: Mike Riley |

| 2009. február 7. 17:30 (WET) |

| Portsmouth                 | 2 – 3               | Liverpool                        |
| -------------------------- | ------------------- | -------------------------------- |
| Nugent 61' Hreiðarsson 77' | (0 – 0) Jegyzőkönyv | Aurélio 69' Kuijt 84' Torres 90' |

| Fratton Park, Portsmouth (Anglia) Nézőszám: 20 524 Játékvezető: Howard Webb |

| 2009. február 22. 15:00 (WET) |

| Liverpool | 1 – 1               | Manchester City     |
| --------- | ------------------- | ------------------- |
| Kuijt 77' | (0 – 0) Jegyzőkönyv | Arbeloa 51' (öngól) |

| Anfield, Liverpool (Anglia) Nézőszám: 44 259 Játékvezető: Phil Dowd |

| 2009. február 28. 15:00 (WET) |

| Middlesbrough                | 2 – 0               | Liverpool |
| ---------------------------- | ------------------- | --------- |
| Alonso 31' (öngól) Şanlı 63' | (1 – 0) Jegyzőkönyv |           |

| Riverside Stadion, Middlesbrough (Anglia) Nézőszám: 33 724 Játékvezető: Rob Styles |

| 2009. március 3. 20:00 (WET) |

| Liverpool             | 2 – 0               | Sunderland |
| --------------------- | ------------------- | ---------- |
| N'Gog 51' Benajun 65' | (0 – 0) Jegyzőkönyv |            |

| Anfield, Liverpool (Anglia) Nézőszám: 41 587 Játékvezető: Mark Halsey |

| 2009. március 14. 12:45 (WET) |

| Manchester United                | 1 – 4               | Liverpool                                                 |
| -------------------------------- | ------------------- | --------------------------------------------------------- |
| Ronaldo 23' (11-esből) Vidić 75′ | (1 – 2) Jegyzőkönyv | Torres 28' Gerrard 44' (11-esből) Aurélio 76' Dossena 90' |

| Old Trafford, Manchester (Anglia) Nézőszám: 75 569 Játékvezető: Alan Wiley |

| 2009. március 22. 16:00 (WET) |

| Liverpool                                                    | 5 – 0               | Aston Villa |
| ------------------------------------------------------------ | ------------------- | ----------- |
| Kuijt 7' Riera 32' Gerrard 39' (11-esből) 49' 65' (11-esből) | (0 – 0) Jegyzőkönyv | Friedel 64′ |

| Anfield, Liverpool (Anglia) Nézőszám: 44 131 Játékvezető: Martin Atkinson |

| 2009. április 4. 17:30 (WEST) |

| Fulham | 0 – 1               | Liverpool   |
| ------ | ------------------- | ----------- |
|        | (0 – 0) Jegyzőkönyv | Benajun 90' |

| Craven Cottage, London (Anglia) Nézőszám: 25 661 Játékvezető: Steve Bennett |

| 2009. április 11. 12:45 (WEST) |

| Liverpool                         | 4 – 0               | Blackburn Rovers |
| --------------------------------- | ------------------- | ---------------- |
| Torres 4' 33' Agger 83' N'Gog 89' | (2 – 0) Jegyzőkönyv |                  |

| Anfield, Liverpool (Anglia) Nézőszám: 43 466 Játékvezető: Mike Riley |

| 2009. április 21. 20:00 (WEST) |

| Liverpool                        | 4 – 4               | Arsenal                   |
| -------------------------------- | ------------------- | ------------------------- |
| Torres 49' 72' Benajun 55' 90+4' | (0 – 1) Jegyzőkönyv | Arsavin 35' 66' 69' 90+1' |

| Anfield, Liverpool (Anglia) Nézőszám: 44 424 Játékvezető: Howard Webb |

| 2009. április 25. 15:00 (WEST) |

| Hull City              | 1 – 3               | Liverpool                |
| ---------------------- | ------------------- | ------------------------ |
| Geovanni 72' Folan 60′ | (0 – 1) Jegyzőkönyv | Alonso 45' Kuijt 62' 89' |

| KC Stadion, Kingston upon Hull (Anglia) Nézőszám: 24 942 Játékvezető: Martin Atkinson |

| 2009. május 3. 13:30 (WEST) |

| Liverpool                       | 3 – 0               | Newcastle United |
| ------------------------------- | ------------------- | ---------------- |
| Benajun 22' Kuijt 27' Lucas 87' | (2 – 0) Jegyzőkönyv | Barton 78′       |

| Anfield, Liverpool (Anglia) Nézőszám: 44 121 Játékvezető: Phil Dowd |

| 2009. május 9. 15:00 (WEST) |

| West Ham United | 0 – 3               | Liverpool                    |
| --------------- | ------------------- | ---------------------------- |
|                 | (0 – 2) Jegyzőkönyv | Gerrard 1' 38' Babel 84' 89' |

| Boleyn Ground, London (Anglia) Nézőszám: 34 951 Játékvezető: Alan Wiley |

| 2009. május 17. 13:30 (WEST) |

| West Bromwich Albion  | 0 – 2               | Liverpool |
| --------------------- | ------------------- | --------- |
| Gerrard 28' Kuijt 63' | (0 – 1) Jegyzőkönyv |           |

| The Hawthorns, West Bromwich (Anglia) Nézőszám: 26 138 Játékvezető: Martin Atkinson |

| 2009. május 24. 16:00 (WEST) |

| Liverpool                                 | 3 – 1               | Tottenham Hotspur |
| ----------------------------------------- | ------------------- | ----------------- |
| Torres 31' Hutton 63' (öngól) Benajun 81' | (1 – 0) Jegyzőkönyv | Keane 77'         |

| Anfield, Liverpool (Anglia) Nézőszám: 43 937 Játékvezető: Peter Walton |

### FA-kupa
| 2009. január 3. 16:25 (WET) |

| Preston North End | 0 – 2               | Liverpool            |
| ----------------- | ------------------- | -------------------- |
|                   | (0 – 1) Jegyzőkönyv | Riera 25' Torres 90' |

| Deepdale, Preston (Anglia) Nézőszám: 23 046 Játékvezető: Martin Atkinson |

| 2009. január 25. 16:00 (WET) |

| Liverpool   | 1 – 1               | Everton     |
| ----------- | ------------------- | ----------- |
| Gerrard 54' | (0 – 1) Jegyzőkönyv | Lescott 27' |

| Anfield, Liverpool (Anglia) Nézőszám: 43 524 Játékvezető: Steve Bennett |

| 2009. február 4. 20:10 (WET) |

| Everton      | 1 – 0                             | Liverpool |
| ------------ | --------------------------------- | --------- |
| Gosling 118' | (0 – 0, 0 – 0, 0 – 0) Jegyzőkönyv |           |

| Goodison Park, Liverpool (Anglia) Nézőszám: 37 918 Játékvezető: Alan Wiley |

### Ligakupa
| 2008. szeptember 23. 20:00 (WEST) |

| Liverpool           | 2 – 1               | Crewe Alexandra |
| ------------------- | ------------------- | --------------- |
| Agger 15' Lucas 58' | (1 – 1) Jegyzőkönyv | O'Connor 25'    |

| Anfield, Liverpool (Anglia) Nézőszám: 28 591 Játékvezető: Michael Oliver |

| 2008. november 12. 19:45 (WET) |

| Tottenham Hotspur                     | 4 – 2               | Liverpool              |
| ------------------------------------- | ------------------- | ---------------------- |
| Pavljucsenko 38' 52' Campbell 42' 45' | (3 – 0) Jegyzőkönyv | Plessis 49' Hyypiä 63' |

| White Hart Lane, London (Anglia) Nézőszám: 33 242 Játékvezető: Mike Riley |

### Bajnokok Ligája
| 2008. augusztus 13. 21:05 (CEST) |

| Standard Liège | 0 – 0               | Liverpool |
| -------------- | ------------------- | --------- |
|                | (0 – 0) Jegyzőkönyv |           |

| Maurice Dufrasne Stadion, Liège (Belgium) Nézőszám: 27 600 Játékvezető: Tom Henning Øvrebø (NOR) |

| 2008. augusztus 27. 20:05 (WEST) |

| Liverpool  | 1 – 0                             | Standard Liège |
| ---------- | --------------------------------- | -------------- |
| Kuijt 118' | (0 – 0, 0 – 0, 0 – 0) Jegyzőkönyv |                |

| Anfield, Liverpool (Anglia) Nézőszám: 43 889 Játékvezető: Massimo Busacca (SUI) |

| 2008. szeptember 16. 20:45 (CEST) |

| Olympique Marseille | 1 – 2               | Liverpool                  |
| ------------------- | ------------------- | -------------------------- |
| Cana 23'            | (1 – 2) Jegyzőkönyv | Gerrard 26' 32' (11-esből) |

| Stade Vélodrome, Marseille (Franciaország) Nézőszám: 45 000 Játékvezető: Konrad Plautz (AUT) |

| 2008. október 1. 19:45 (WEST) |

| Liverpool                      | 3 – 1               | PSV Eindhoven  |
| ------------------------------ | ------------------- | -------------- |
| Kuijt 4' Keane 34' Gerrard 76' | (2 – 0) Jegyzőkönyv | Koevermans 78' |

| Anfield, Liverpool (Anglia) Nézőszám: 41 907 Játékvezető: Felix Brych (GER) |

| 2008. október 22. 20:45 (CEST) |

| Atlético Madrid | 1 – 1               | Liverpool |
| --------------- | ------------------- | --------- |
| Simão 83'       | (0 – 0) Jegyzőkönyv | Keane 14' |

| Vicente Calderón Stadion, Madrid (Spanyolország) Nézőszám: 44 500 Játékvezető: Claus Bo Larsen (DEN) |

| 2008. november 4. 19:45 (WET) |

| Liverpool                | 1 – 1               | Atlético Madrid |
| ------------------------ | ------------------- | --------------- |
| Gerrard 90+5' (11-esből) | (0 – 0) Jegyzőkönyv | Rodríguez 37'   |

| Anfield, Liverpool (Anglia) Nézőszám: 42 010 Játékvezető: Martin Hansson (SWE) |

| 2008. november 26. 19:45 (WET) |

| Liverpool   | 1 – 0               | Olympique Marseille |
| ----------- | ------------------- | ------------------- |
| Gerrard 23' | (1 – 0) Jegyzőkönyv |                     |

| Anfield, Liverpool (Anglia) Nézőszám: 40 024 Játékvezető: Olegário Benquerença (POR) |

| 2008. december 9. 20:45 (CET) |

| PSV Eindhoven | 1 – 3               | Liverpool                       |
| ------------- | ------------------- | ------------------------------- |
| Lazović 36'   | (1 – 1) Jegyzőkönyv | Babel 45+2' Riera 68' N'Gog 77' |

| Philips Stadion, Eindhoven (Hollandia) Nézőszám: 41 907 Játékvezető: Nikolaj Ivanov (RUS) |

| Csapat              | M | Gy | D | V | Lg | Kg | Gk | P  |
| ------------------- | - | -- | - | - | -- | -- | -- | -- |
| Liverpool           | 6 | 4  | 2 | 0 | 11 | 5  | +6 | 14 |
| Atlético Madrid     | 6 | 3  | 3 | 0 | 9  | 4  | +5 | 12 |
| Olympique Marseille | 6 | 1  | 1 | 4 | 5  | 7  | –2 | 4  |
| PSV Eindhoven       | 6 | 1  | 0 | 5 | 5  | 14 | –9 | 3  |

| 2009. február 25. 20:45 (CET) |

| Real Madrid | 0 – 1               | Liverpool   |
| ----------- | ------------------- | ----------- |
|             | (0 – 0) Jegyzőkönyv | Benajun 82' |

| Santiago Bernabéu stadion, Madrid (Spanyolország) Nézőszám: 71 579 Játékvezető: Roberto Rosetti (ITA) |

| 2009. március 10. 19:45 (WET) |

| Liverpool                                         | 4 – 0               | Real Madrid |
| ------------------------------------------------- | ------------------- | ----------- |
| Torres 16' Gerrard 28' (11-esből) 47' Dossena 88' | (2 – 0) Jegyzőkönyv |             |

| Anfield, Liverpool (Anglia) Nézőszám: 42 550 Játékvezető: Frank De Bleeckere (BEL) |

| 2009. április 8. 19:45 (WET) |

| Liverpool | 1 – 3               | Chelsea                     |
| --------- | ------------------- | --------------------------- |
| Torres 6' | (1 – 1) Jegyzőkönyv | Ivanović 39' 62' Drogba 67' |

| Anfield, Liverpool (Anglia) Nézőszám: 42 543 Játékvezető: Claus Bo Larsen (DEN) |

| 2009. április 14. 19:45 (WET) |

| Chelsea                             | 4 – 4               | Liverpool                                             |
| ----------------------------------- | ------------------- | ----------------------------------------------------- |
| Drogba 51' Alex 57' Lampard 76' 89' | (0 – 2) Jegyzőkönyv | Aurélio 19' Alonso 28' (11-esből) Lucas 81' Kuijt 83' |

| Stamford Bridge, London (Anglia) Nézőszám: 38 286 Játékvezető: Luis Medina Cantalejo (ESP) |

## Statisztikák

### Kezdő tizenegy
Csak a tétmérkőzések statisztikái alapján:
| #  | N.            | P. | Név               | Kezdő | Megjegyzés                                          |
| -- | ------------- | -- | ----------------- | ----- | --------------------------------------------------- |
| 25 | Spanyolország | K  | José Manuel Reina | 51    | Diego Cavalieri: 4 kezdés                           |
| 12 | Brazília      | V  | Fábio Aurélio     | 27    | Andrea Dossena: 19 kezdés Emiliano Insúa: 11 kezdés |
| 37 | Szlovákia     | V  | Martin Škrtel     | 29    | Daniel Agger: 23 kezdés                             |
| 23 | Anglia        | V  | Jamie Carragher   | 53    | Sami Hyypiä: 15 kezdés                              |
| 17 | Spanyolország | V  | Álvaro Arbeloa    | 43    | Philipp Degen: 2 kezdés                             |
| 11 | Spanyolország | KP | Albert Riera      | 32    | Josszi Benajun: 26 kezdés Ryan Babel: 13 kezdés     |
| 14 | Spanyolország | KP | Xabi Alonso       | 39    | Damien Plessis: 4 kezdés                            |
| 20 | Argentína     | KP | Javier Mascherano | 37    | Lucas Leiva 20 kezdés                               |
| 18 | Hollandia     | CS | Dirk Kuijt        | 47    | Nabil ez-Zahr: 3 kezdés Jermaine Pennant: 3 kezdés  |
| 8  | Anglia        | KP | Steven Gerrard    | 40    | Robbie Keane: 22 kezdés                             |
| 9  | Spanyolország | CS | Fernando Torres   | 31    | David N'Gog: 5 kezdés                               |

### Pályára lépések
A szezon 55 tétmérkőzésén összesen 28 játékos lépett pályára a Liverpool színeiben.
| #  | Nemz.         | Poszt | Játékos           | PL | FA-kupa | Ligakupa | BL | Egyéb | Összesen |
| -- | ------------- | ----- | ----------------- | -- | ------- | -------- | -- | ----- | -------- |
| 23 | Anglia        | V     | Jamie Carragher   | 38 | 3       | 1        | 12 | 0     | 54       |
| 18 | Hollandia     | CS    | Dirk Kuijt        | 38 | 2       | 0        | 11 | 0     | 51       |
| 25 | Spanyolország | K     | José Reina        | 38 | 2       | 0        | 11 | 0     | 51       |
| 14 | Spanyolország | KP    | Xabi Alonso       | 33 | 3       | 1        | 10 | 0     | 47       |
| 8  | Anglia        | KP    | Steven Gerrard    | 31 | 3       | 0        | 10 | 0     | 44       |
| 17 | Spanyolország | V     | Álvaro Arbeloa    | 29 | 2       | 0        | 12 | 0     | 43       |
| 15 | Izrael        | KP    | Josszi Benajun    | 32 | 1       | 0        | 9  | 0     | 42       |
| 19 | Hollandia     | CS    | Ryan Babel        | 27 | 3       | 2        | 10 | 0     | 42       |
| 11 | Spanyolország | KP    | Albert Riera      | 28 | 3       | 0        | 9  | 0     | 40       |
| 21 | Brazília      | KP    | Lucas Leiva       | 25 | 2       | 2        | 10 | 0     | 39       |
| 20 | Argentína     | KP    | Javier Mascherano | 27 | 3       | 0        | 8  | 0     | 38       |
| 9  | Spanyolország | CS    | Fernando Torres   | 24 | 3       | 2        | 9  | 0     | 38       |
| 12 | Brazília      | V     | Fábio Aurélio     | 24 | 1       | 0        | 8  | 0     | 33       |
| 37 | Szlovákia     | V     | Martin Škrtel     | 21 | 2       | 0        | 7  | 0     | 30       |
| 7  | Írország      | CS    | Robbie Keane      | 19 | 1       | 1        | 7  | 0     | 28       |
| 5  | Dánia         | V     | Daniel Agger      | 18 | 1       | 2        | 5  | 0     | 26       |
| 2  | Olaszország   | V     | Andrea Dossena    | 16 | 2       | 1        | 7  | 0     | 26       |
| 4  | Finnország    | V     | Sami Hyypiä       | 16 | 1       | 2        | 0  | 0     | 19       |
| 31 | Marokkó       | CS    | Nabil ez-Zahr     | 15 | 0       | 2        | 2  | 0     | 19       |
| 24 | Franciaország | CS    | David N'Gog       | 14 | 0       | 2        | 3  | 0     | 19       |
| 22 | Argentína     | V     | Emiliano Insúa    | 10 | 1       | 2        | 0  | 0     | 13       |
| 28 | Franciaország | KP    | Damien Plessis    | 1  | 0       | 2        | 2  | 0     | 5        |
| 16 | Anglia        | KP    | Jermaine Pennant  | 3  | 0       | 1        | 0  | 0     | 4        |
| 1  | Brazília      | K     | Diego Cavalieri   | 0  | 1       | 2        | 1  | 0     | 4        |
| 27 | Svájc         | V     | Philipp Degen     | 0  | 0       | 2        | 0  | 0     | 2        |
| 32 | Anglia        | V     | Stephen Darby     | 0  | 0       | 1        | 1  | 0     | 2        |
| 26 | Anglia        | KP    | Jay Spearing      | 0  | 0       | 0        | 2  | 0     | 2        |
| 34 | Anglia        | V     | Martin Kelly      | 0  | 0       | 0        | 1  | 0     | 1        |

### Gólszerzők
A szezon 55 tétmérkőzésén 17 játékos összesen 104 gólt szerzett.
| #  | Nemz.         | Poszt | Játékos         | PL | FA-kupa | Ligakupa | BL | Egyéb | Összesen |
| -- | ------------- | ----- | --------------- | -- | ------- | -------- | -- | ----- | -------- |
| 8  | Anglia        | KP    | Steven Gerrard  | 16 | 1       | 0        | 7  | 0     | 24       |
| 9  | Spanyolország | CS    | Fernando Torres | 14 | 1       | 0        | 2  | 0     | 17       |
| 18 | Hollandia     | CS    | Dirk Kuijt      | 12 | 0       | 0        | 3  | 0     | 15       |
| 15 | Izrael        | KP    | Josszi Benajun  | 8  | 0       | 0        | 1  | 0     | 9        |
| 7  | Írország      | CS    | Robbie Keane    | 5  | 0       | 0        | 2  | 0     | 7        |
| 14 | Spanyolország | KP    | Xabi Alonso     | 4  | 0       | 0        | 1  | 0     | 5        |
| 11 | Spanyolország | KP    | Albert Riera    | 3  | 1       | 0        | 1  | 0     | 5        |
| 19 | Hollandia     | CS    | Ryan Babel      | 3  | 0       | 0        | 1  | 0     | 4        |
| 12 | Brazília      | V     | Fábio Aurélio   | 2  | 0       | 0        | 1  | 0     | 3        |
| 24 | Franciaország | CS    | David N'Gog     | 2  | 0       | 0        | 1  | 0     | 3        |
| 21 | Brazília      | KP    | Lucas Leiva     | 1  | 0       | 1        | 1  | 0     | 3        |
| 5  | Dánia         | V     | Daniel Agger    | 1  | 0       | 1        | 0  | 0     | 2        |
| 4  | Finnország    | V     | Sami Hyypiä     | 1  | 0       | 1        | 0  | 0     | 2        |
| 2  | Olaszország   | V     | Andrea Dossena  | 1  | 0       | 0        | 1  | 0     | 2        |
| 17 | Spanyolország | V     | Álvaro Arbeloa  | 1  | 0       | 0        | 0  | 0     | 1        |
| 23 | Anglia        | V     | Jamie Carragher | 1  | 0       | 0        | 0  | 0     | 1        |
| 28 | Franciaország | KP    | Damien Plessis  | 0  | 0       | 1        | 0  | 0     | 1        |